# ヤーヤ・アブドゥル＝マティーン2世
- ヤヒヤ・アブドゥル＝マティーン2世

ヤーヤ・アブドゥル＝マティーン二世（Yahya Abdul-Mateen II, 1986年7月15日 - ）は、アメリカ合衆国の俳優。ファーストネームは本人の発音に近いヤヒヤ（YAA-he-yaa）とも表記される。映画『アクアマン』のデイビッド・ケイン / ブラックマンタ役、『シカゴ7裁判』のボビー・シール役、テレビシリーズ『ウォッチメン』のカル・エイバー（Dr.マンハッタン）役で知られる。

## 生い立ちと学歴
ルイジアナ州ニューオーリンズで生まれる。幼少期をニューオーリンズのマグノリア・プロジェクトで過ごし、その後はカリフォルニア州オークランドに移り、マクリモンズ高校に通う。2004年に大学へ進学すると彼はカリフォルニア・ゴールデン・ベアーズの障害走選手となった。カリフォルニア大学バークレー校で建築学の学位を取得して卒業した後はサンフランシスコでシティ・プランナーとして働いた。また彼は常に俳優を志しており、イェール・スクール・オブ・ドラマで芸術修士号を取得した後は舞台俳優として働き始めた。

## キャリア
2016年にバズ・ラーマンによるミュージカル・ドラマシリーズ『ゲットダウン』への出演でキャリアが始まり、それはNetflixで放送された。彼のキャラクターはクラレンス・“キャデラック”・ゴールドウェルという名前のディズコ界のプリンスという役所であった。
2017年に彼はショーン・クリステンセンのドラマ映画『シドニー・ホールの失踪』に出演し、サンダンス映画祭でプレミア上映された。同年にはドウェイン・ジョンソンとザック・エフロンが出演し、セス・ゴードンが監督した映画『ベイウォッチ』で警察官のガーナー・エラービー役を務めた。さらにはミュージカル映画『グレイテスト・ショーマン』で空中ブランコのパートナーのW・D・ウィーラー役を務め、ヒュー・ジャックマン、ミシェル・ウィリアムズ、ゼンデイヤらと共演した。
2018年にはシャナ・フェステ監督・脚本によるロードトリップドラマ映画『ディア・グランパ 幸せを拾った日』でヴェラ・ファーミガやクリストファー・プラマーと共演した他、『アクアマン』で悪役のブラックマンタを演じた。同年内にはジョーダン・ピール監督によるホラー映画『アス』にキャスティングされ、2019年に公開された。
2019年にはSFアンソロジーシリーズ『ブラック・ミラー』の第5シーズン第1話「ストライキング・ヴァイパーズ」に出演した。
待機中作品にはHBOのテレビシリーズ『ウォッチメン』がある他、ジョーダン・ピール脚本による映画『キャンディマン』への出演が報じられている。

## フィルモグラフィ

### 映画
| 年   | 日本語題 原題                                                        | 役名                                | 備考                  | 吹き替え           |
| ---- | -------------------------------------------------------------------- | ----------------------------------- | --------------------- | ------------------ |
| 2012 | Crescendo                                                            | ヤーヤ                              | 短編映画 兼共同製作   | N/A                |
| 2017 | シドニー・ホールの失踪 The Vanishing of Sidney Hall                  | ドゥエイン・ジョーンズ              | 日本劇場未公開        | 中務貴幸           |
| 2017 | ベイウォッチ Baywatch                                                | ガーナー・エラービー巡査部長        |                       |                    |
| 2017 | グレイテスト・ショーマン The Greatest Showman                        | W・D・ウィーラー                    | 山本祥太              |                    |
| 2018 | ファースト・マッチ First Match                                       | ダレル                              | Netflixオリジナル映画 | 山田浩貴           |
| 2018 | ディア・グランパ 幸せを拾った日 Boundaries                           | サージ                              | 日本劇場未公開        | （吹き替え版なし） |
| 2018 | アクアマン Aquaman                                                   | デイビッド・ケイン / ブラックマンタ |                       | 濱野大輝           |
| 2019 | アス Us                                                              | ラッセル・トーマス / ウェイランド   |                       |                    |
| 2019 | Sweetness in the Belly                                               | Aziz                                | N/A                   |                    |
| 2020 | オールデイ・アンド・ア・ナイト: 終身刑となった僕 All Day and a Night | ビッグ・スタンナ                    | Netflixオリジナル映画 | （吹き替え版なし） |
| 2020 | シカゴ7裁判 The Trial of the Chicago 7                               | ボビー・シール                      | Netflixオリジナル映画 | 濱野大輝           |
| 2021 | キャンディマン Candyman                                              | アンソニー・マッコイ                |                       | 杉村憲司           |
| 2021 | マトリックス レザレクションズ The Matrix Resurrections               | モーフィアス                        | 諏訪部順一            |                    |
| 2022 | アンビュランス Ambulance                                             | ウィリアム・シャープ                | 諏訪部順一            |                    |
| 2024 | アクアマン/失われた王国 Aquaman and the Lost Kingdom                 | デイビッド・ケイン / ブラックマンタ | 濱野大輝              |                    |
| TBA  | By Any Means                                                         | TBA                                 | 撮影中                |                    |

### テレビシリーズ
| 年        | 日本語題 原題                                       | 役名                                                    | 備考                                           | 吹き替え |
| --------- | --------------------------------------------------- | ------------------------------------------------------- | ---------------------------------------------- | -------- |
| 2016-2017 | ゲットダウン The Get Down                           | クラレンス・“キャデラック”・ゴールドウェル              | 計11話出演                                     |          |
| 2018      | ハンドメイズ・テイル/侍女の物語 The Handmaid's Tale | オマール                                                | シーズン2第3話「配達」                         |          |
| 2019      | ブラック・ミラー Black Mirror                       | カール                                                  | シーズン5第1話「ストライキング・ヴァイパーズ」 | 三宅健太 |
| 2019      | ウォッチメン Watchmen                               | カル・エイバー / ジョン・オスターマン / Dr.マンハッタン | ミニシリーズ、計8話出演                        | 三宅健太 |
| 2025      | ワンダーマン（原題） Wonder Man                     | サイモン・ウィリアムズ / ワンダーマン                   | 計8話出演                                      |          |
| TBA       | Man On Fire                                         | ジョン・W・クリーシー                                   | Netflixオリジナルドラマ                        |          |